# 考特尼 (北达科他州)
考特尼（英語：Courtenay），是美国北达科他州下属的一座城市。根据2010年美国人口普查，该市有人口45人。